# البروج
البروج مدينة مغربية صغيرة توجد شرق مدينة سطات. تنتمي البروج لإقليم سطات بجهة الشاوية ورديغة وتضم 16,222 نسمة (إحصاء 2004).